# Battaglia di Ceuta
La battaglia di Ceuta, nel 1415, fu un conflitto tra il Sultanato merinide, ormai in decadenza, e il Regno del Portogallo. L'evento bellico, conclusosi con la sconfitta del sultanato, segnò l'inizio dell’espansione coloniale portoghese e aprì la strada a un periodo di grandi scoperte geografiche. A partire dalla conquista di Ceuta, infatti, numerose esplorazioni furono intraprese da avventurieri e navigatori che utilizzavano la città come base operativa per la scoperta di nuovi territori.

## Motivazioni
Furono molte le motivazioni che spinsero i governanti portoghesi a tentare la conquista di Ceuta: economiche, strategiche, politiche, sociali e religiose. In Portogallo la Reconquista era ormai completata e i confini del territorio nazionale erano già definiti, mentre il vicino Regno di Castiglia, così come gran parte dell'Europa, era ancora coinvolto in numerosi conflitti. Desideroso di proseguire la “crociata” contro i Mori, il Portogallo ottenne il sostegno dell'antipapa Giovanni XXIII, il quale il 28 luglio 1415 promulgò una bolla d'indulgenza.
Ceuta rappresentava un obiettivo ideale per intraprendere tale impresa: si trattava di un punto strategico all'ingresso dello stretto di Gibilterra, essenziale per il controllo delle rotte marittime e per contrastare l'influenza della Repubblica di Genova e dei corsari barbareschi. Inoltre, la città costituiva un importante snodo commerciale, essendo il punto di arrivo delle carovane cariche d’oro provenienti dall'Africa subsahariana.

## Conquista

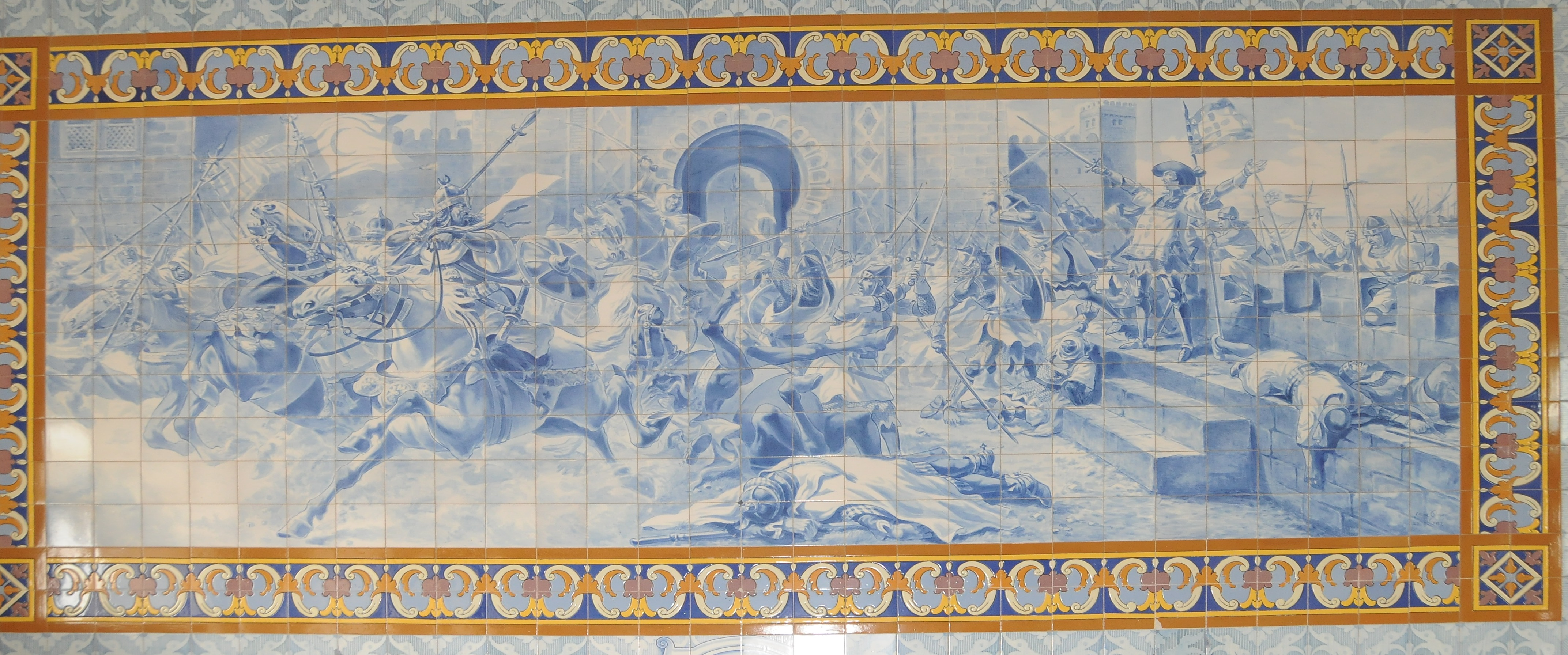
Enrico il Navigatore durante la conquista di Ceuta (Jorge Colaço).

Un esercito di circa 45 000 cavalieri e soldati portoghesi, inglesi e galiziani partì da Lisbona il 25 luglio 1415, imbarcandosi su 212 navi da trasporto e da guerra (59 galee, 33 navi medie e 120 piccole navi). La maggior parte della nobiltà portoghese prese parte alla spedizione.
Le navi portoghesi si ancorarono a Ceuta il 21 agosto, e le truppe portoghesi sbarcarono senza incontrare resistenza. La guarnigione di Ceuta, capitanata da governatore della città, Ṣalāḥ ibn Ṣalāḥ, si affrettò a chiudere le porte delle mura, ma le truppe portoghesi riuscirono a impedire in tempo ai Mori di predisporre adeguate difese. La mattina del 22 agosto Ceuta era in mano ai portoghesi. Una cronaca dell'epoca, raccolta da Gomes Eanes de Zurara, dice:
Molti abitanti fuggirono dalla città con il governatore Salah ibn Salaḥ. Una guarnigione di 2 700 uomini rimase a presidio della città conquistata, mentre il principe Enrico fu nominato responsabile della sua difesa. La moschea più grande fu riconvertita in chiesa mentre ai chierici fu affidato il compito della conversione al cristianesimo dei musulmani e degli ebrei. Vescovo della neocostituita diocesi di Ceuta fu nominato il francescano Aymaro (Almerico) de Aureliano, proveniente dalla diocesi del Marocco.
La conquista fornì ai Portoghesi un grande bottino di guerra, perché la città era ricca grazie al fiorente commercio con l'Africa e con l'Europa. Fu il primo possedimento portoghese in Africa e divenne il punto di partenza per l'esplorazione del continente africano. La vittoria dette al Portogallo fiducia e slancio per nuove conquiste, dopo tanti secoli di lotta contro i musulmani insediati nella Penisola iberica.
I marocchini attaccarono la città due volte, nel 1418 e nel 1419, per cercare di riconquistarla, ma senza successo.
In seguito alla Unione Iberica, Ceuta divenne possedimento spagnolo e con il trattato di Lisbona del 1668 i Portoghesi riconobbero l'autorità spagnola sulla città.